# Freenode
freenode, früher als Open Projects Network (OPN) bekannt, ist ein ehrenamtlich geführtes IRC-Netzwerk, dass eine  kostenlose und stabile Kommunikationsplattform für die Freie-Software-Gemeinde bereitstellen soll. Mutterorganisation war die Non-Profit-Organisation Peer-Directed Projects Center (PDPC), welche das Projekt förderte und finanzierte. Die verschiedenen IRC-Server sind nach Science-Fiction- und Fantasy-Autoren benannt.
Zwischenzeitlich beheimatete das Netzwerk mehrere bekannter Freier-Software-Projekte, wie die Betriebssystemen Fedora, Gentoo oder GNU. 2021 nutzten etwa 78.000 User das Netzwerk. Während andere IRC-Netzwerke große Verluste an Nutzern hinnehmen mussten, stiegen die Nutzerzahlen auf freenode stetig an. Im Jahr 2012 überholte freenode in Nutzerzahlen das Quakenet und war dadurch das größte IRC-Netzwerk der Welt.
Nach internen Verwerfungen wechselten im Mai 2021 die meisten Administratoren und Projekte zum neu gegründeten IRC-Netzwerk Libera Chat, Freenode hat seitdem stark an Nutzerzahlen eingebüßt. Mit der verpflichtenden Verwendung von SASL sank die Benutzerzahl auf unter 2.000, während Libera Chat Stand 2021 über 40.000 User vorweisen konnte. Auch die meisten Software-Projekte wechselten zu Libera Chat oder zur OFTC.

## Geschichte

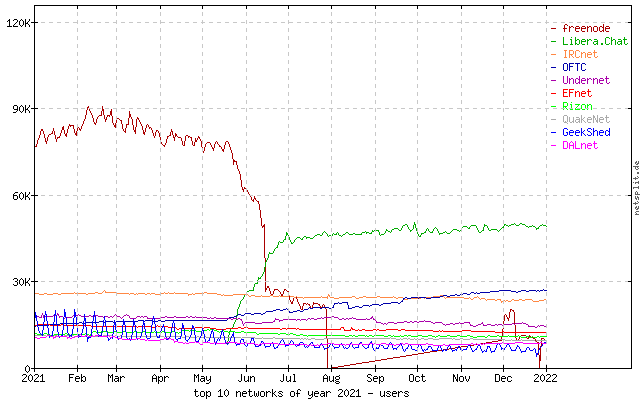
Umwälzung der Benutzerzahlen im Jahr 2021 (laut netsplit.de)

freenode wurde am 29. Januar 1994 als kleiner Support-Kanal #linuxneo im IRC-Netzwerk EFnet von Rob Levin (lilo) und Pauline Middelink gegründet, um eine Alternative zum Kanal #linux im EFnet zu etablieren. Denn in diesem eigentlichen Linux-Supportkanal #linux wurden Neuankömmlinge nicht mehr gerne gesehen und Linux war auch nicht mehr wirklich das Thema, über das gesprochen wurde. Nach mehrmonatiger Inaktivität regte sich dann im August des gleichen Jahres erstmals etwas und der Kanal wurde nach Paulines Vorschlag umbenannt in #linpeople. Dieser Chatkanal wanderte nun zunächst vom EFnet zu Undernet und dann weiter in das DALnet. 1995 bezog man einen eigenen IRC-Server, den man an einer ISDN-Leitung betrieb: irc.linpeople.org. 1998 erfolgte die Gründung des Open Projects Network (OPN).
Im August 2002 wurde das Projekt in das PDPC integriert und zu freenode umbenannt.
Im August 2005 erfolgte die Umstellung der Serversoftware (IRC-Daemon) von dancer-ircd auf hyperion. Dies ermöglichte u. a. die Identifizierung von registrierten Nicknames. Am 30. Januar 2010 erfolgte eine Umstellung der Software auf ircd-seven aus Gründen der Stabilität und Funktionalität. Am 19. März 2013 wurde bekanntgegeben, dass die Organisation PDPC wegen rückläufiger Spenden aufgelöst werde, dies nehme allerdings kaum Einfluss auf freenode. 2017 wurde Freenode von Private Internet Access übernommen. Konflikte über den Einfluss des neuen Besitzers auf das Netzwerk führten im Mai 2021 zum Rücktritt sämtlicher ehrenamtlichen Administratoren und zur Einrichtung eines neuen IRC-Netzwerks names Libera Chat.

## Sicherheit
Im Juni 2006 wurde freenode mittels des Passworts von Rob Levin hijacked, wodurch vermutlich ca. 25 NickServ-Passwörter abgefangen wurden. Benutzern wurde geraten, alle ihre Passwörter zu ändern.
Als April-Scherz, der auf das umstrittene ACTA-Abkommen aufmerksam machen sollte, gab freenode am 1. April 2012 bekannt, dass zukünftig alle Chat-Inhalte für einen Zeitraum von fünf Jahren gespeichert würden.